# Tour de Romandie 2007
59. ročník cyklistického etapového závodu Tour de Romandie se uskutečnil v rámci série UCI ProTour 2007. Závod zahajoval prolog 1. května a zakončovala časovka jednotlivců 6. května, 2007. Vítězem se stal Thomas Dekker ze stáje Rabobank.

## Etapy

### Prolog -1. květen2007,Fribourg, 3.5 kmITT
Ital Paolo Salvodelli (Astana) zajel úsek v délce 3,5 km za 4 minuty, 35 sekund což představuje průměrnou rychlost 45.82 km/h .
|   | Cyklista         | Tým             | Čas    | UCI ProTour body |
| - | ---------------- | --------------- | ------ | ---------------- |
| 1 | Paolo Savoldelli | Nur-Sultan      | 4'35"  | 3                |
| 2 | Roman Kreuziger  | Liquigas        | +0'05" | 2                |
| 3 | Chris Horner     | Predictor-Lotto | +0'07" | 1                |

### 1. Etapa -2. květen2007,Granges-Paccot-La Chaux-de-Fonds, 157 km
|   | Cyklista          | Tým              | Čas     | UCI ProTour body |
| - | ----------------- | ---------------- | ------- | ---------------- |
| 1 | Markus Fothen     | Gerolsteiner     | 4h08'58 | 3                |
| 2 | Francisco Perez   | Caisse d'Epargne | s.č.    | 2                |
| 3 | Joaquin Rodriguez | Caisse d'Epargne | s.č.    | 1                |

### 2. Etapa -3. květen2007, La Chaux-de-Fonds -Lucens, 167 km
|   | Cyklista          | Tým             | Čas      | UCI ProTour body |
| - | ----------------- | --------------- | -------- | ---------------- |
| 1 | Robbie McEwen     | Predictor-Lotto | 4h01'14" | 3                |
| 2 | Borut Božič       | Team L.P.R.     | +0'00"   | N/A              |
| 3 | Enrico Gasparotto | Liquigas        | +0'00"   | 1                |

### 3. Etapa -4. květen2007,Moudon-Charmey, 163 km
|   | Cyklista       | Tým               | Čas     | UCI ProTour body |
| - | -------------- | ----------------- | ------- | ---------------- |
| 1 | Matteo Bono    | Lampre-Fondital   | 4.04.15 | 3                |
| 2 | Fumijuki Beppu | Discovery Channel | +0'00   | 2                |
| 3 | Marco Pinotti  | T-Mobile          | +0'02   | 1                |

### 4. Etapa -5. květen2007, Charmey -Pas de Morgins, 156 km
|   | Cyklista             | Tým               | Čas       | UCI ProTour body |
| - | -------------------- | ----------------- | --------- | ---------------- |
| 1 | Igor Anton Hernandez | Euskaltel-Euskadi | 4h 36'55" | 3                |
| 2 | Thomas Dekker        | Rabobank          | s.č.      | 2                |
| 3 | Chris Horner         | Predictor-Lotto   | s.č.      | 1                |

### 5. Etapa -6. květen2007,Lausanne, 20 kmITT
|   | Cyklista         | Tým        | Čas    | UCI ProTour body |
| - | ---------------- | ---------- | ------ | ---------------- |
| 1 | Thomas Dekker    | Rabobank   | 26'36" | 3                |
| 2 | Paolo Savoldelli | Nur-Sultan | +0'05" | 2                |
| 3 | Andrej Kašečkin  | Nur-Sultan | +0'12" | 1                |

## Celkové hodnocení

### Konečné pořadí
|    | Cyklista             | Tým               | Čas        | UCI ProTour body |
| -- | -------------------- | ----------------- | ---------- | ---------------- |
| 1  | Thomas Dekker        | Rabobank          | 17h 27'02" | 50               |
| 2  | Paolo Savoldelli     | Nur-Sultan        | + 0'11"    | 40               |
| 3  | Andrej Kašečkin      | Nur-Sultan        | + 0'34"    | 35               |
| 4  | Cadel Evans          | Predictor-Lotto   | +0'43"     | 30               |
| 5  | Chris Horner         | Predictor-Lotto   | + 0'46"    | 25               |
| 6  | Roman Kreuziger      | Liquigas          | + 1'35"    | 20               |
| 7  | Igor Anton Hernandez | Euskaltel-Euskadi | + 1'51"    | 15               |
| 8  | Andy Schleck         | Team CSC          | + 1'53"    | 10               |
| 9  | Sylvester Szmyd      | Lampre-Fondital   | + 1'55"    | 5                |
| 10 | Janez Brajkovič      | Discovery Channel | +2'00"     | 2                |

### Vrchařská soutěž
|   | Cyklista         | Tým              | Body |
| - | ---------------- | ---------------- | ---- |
| 1 | Laurent Brochard | Bouygues Telecom | 64   |
| 2 | Chris Sörensen   | Team CSC         | 42   |
| 3 | Eros Capecchi    | Liquigas         | 30   |

### Bodovací soutěž
|   | Cyklista         | Tým          | Body |
| - | ---------------- | ------------ | ---- |
| 1 | Thomas Dekker    | Rabobank     | 43   |
| 2 | Paolo Savoldelli | Nur-Sultan   | 35   |
| 3 | Markus Fothen    | Gerolsteiner | 32   |

### Sprintérská soutěž
|   | Cyklista         | Tým                | Body |
| - | ---------------- | ------------------ | ---- |
| 1 | Patrick Calcagni | Liquigas           | 10   |
| 2 | Laszlo Bodrogi   | Crédit Agricole    | 9    |
| 3 | Sandy Casar      | Française des Jeux | 7    |

### Týmová soutěž
|   | Tým             | Čas |
| - | --------------- | --- |
| 1 | Predictor-Lotto |     |
| 2 | Astana          |     |
| 3 | Team CSC        |     |

| Stát       | UCI Kód | Tým                                |
| ---------- | ------- | ---------------------------------- |
| Francie    | A2R     | AG2R Prevoyance                    |
| Švýcarsko  | AST     | Astana                             |
| Francie    | BTL     | Bouygues Télécom                   |
| Francie    | COF     | Cofidis, le credit par telephone   |
| Francie    | C.A     | Credit Agricole                    |
| Dánsko     | CSC     | Team CSC                           |
| USA        | DSC     | Discovery Channel Pro Cycling Team |
| Španělsko  | EUS     | Euskaltel-Euskadi                  |
| Francie    | FDJ     | Française des Jeux                 |
| Španělsko  | GCE     | Caisse d'Epargne                   |
| Německo    | GST     | Gerolsteiner                       |
| Itálie     | LAM     | Lampre-Fondital                    |
| Itálie     | LIQ     | Liquigas                           |
| Švýcarsko  | LPR     | Team L.P.R.                        |
| Belgie     | PRL     | Predictor-Lotto                    |
| Belgie     | QSI     | Quick Step-Innergetic              |
| Nizozemsko | RAB     | Rabobank                           |
| Španělsko  | SDV     | Saunier Duval-Prodir               |
| Německo    | TMO     | T-Mobile Team                      |
| Švédsko    | UNI     | Unibet.com                         |

## Přehled držitelů trikotů
| Etapa (Vítěz)           | Celková klasifikace | Klasifikace vrchařů | Bodovací soutěž  | Klasifikace sprintérů |
| ----------------------- | ------------------- | ------------------- | ---------------- | --------------------- |
| Prolog Paolo Savoldelli | Paolo Savoldelli    | Paolo Savoldelli    | Paolo Savoldelli | Paolo Savoldelli      |
| 1. Etapa Marcus Fothen  | Paolo Savoldelli    | Laurent Brochard    | Marcus Fothen    | Sandy Casar           |
| 2. Etapa Robbie McEwen  | Paolo Savoldelli    | Laurent Brochard    | Marcus Fothen    | Patrick Calcagni      |
| 3. Etapa Matteo Bono    | Paolo Savoldelli    | Laurent Brochard    | Marcus Fothen    | Patrick Calcagni      |
| 4. Etapa Igor Anton     | Christopher Horner  | Laurent Brochard    | Marcus Fothen    | Patrick Calcagni      |
| 5 Etapa Thomas Dekker   | Thomas Dekker       | Laurent Brochard    | Thomas Dekker    | Patrick Calcagni      |